# Шараповское сельское поселение (Омская область)
Шараповское се́льское поселе́ние — муниципальное образование в Марьяновском районе Омской области Российской Федерации.
Административный центр — село Новая Шараповка.

## История
Статус и границы сельского поселения установлены Законом Омской области от 30 июля 2004 года № 548-ОЗ «О границах и статусе муниципальных образований Омской области».

## Население
| 2010  | 2011  | 2012  | 2013  | 2014  | 2015  | 2016  |
| ----- | ----- | ----- | ----- | ----- | ----- | ----- |
| 1730  | ↘1727 | ↗1742 | ↘1714 | ↘1654 | ↘1652 | ↗1658 |
| 2017  | 2018  | 2019  | 2020  | 2021  | 2023  |       |
| ↗1662 | ↗1682 | ↘1636 | ↘1613 | ↘1493 | ↗1526 |       |

## Состав сельского поселения
| № | Населённый пункт | Тип населённого пункта             | Население |
| - | ---------------- | ---------------------------------- | --------- |
| 1 | 2857 км          | железнодорожный остановочный пункт | 26        |
| 2 | Александровка    | деревня                            | ↘235      |
| 3 | Новая Шараповка  | село, административный центр       | ↘662      |
| 4 | Петровка         | деревня                            | 312       |
| 5 | Старая Шараповка | деревня                            | ↗495      |